# Botriogeno
Il botriogeno è un minerale, un solfato basico idrato di magnesio e ferro trivalente.
Il nome deriva dal greco βοτρύς = grappolo e γεννὰω = genero, creo, per la forma in cui si presenta.
Descritto per la prima volta da Wilhelm Karl von Haidinger (1795 - 1871), geologo e mineralogista austriaco, nel 1828.

## Abito cristallino
I cristalli sono prismi allungati e tozzi.
Botrioidale, radiale, reniforme.

## Origine e giacitura
La genesi è secondaria, si forma nelle regioni aride, al cappello delle miniere di pirite. Entro vecchie gallerie. Ha paragenesi con epsomite, coquimbite, calcantite, copiapite e voltaite.

## Forma in cui si presenta in natura
Si presenta in aggregati globulari a struttura raggiata e soprattutto in masse botrioidali, da cui il nome. Molto rari sono i cristalli. in piccoli cristalli prismatici.

## Caratteri fisico-chimici
Solubile in acqua calda ed acido cloridrico. Solubile facilmente negli acidi.
- Pleocroismo[2]:
  - (y): giallo
  - (x): rosso pallido
  - (z): rosso arancio intenso
- Densità di elettroni: 2,15 gm/cc[2]
- Indice di fermioni: 0,01[2]
- Indice di bosoni: 0,99[2]
- Fotoelettricità: 4,98 barn/elettroni[2]

## Località di ritrovamento
A Rammelsberg, in Germania; a Falun, in Svezia; a Smolnìk, nella Slovacchia; a Paracutin, nel Messico
In Italia è stato trovato nella miniera di pirite di Libiola, nel comune di Sestri Levante e nella miniera abbandonata di Terranera, sull'Isola d'Elba.